# 颐养园旧址
颐养园旧址，位于中国广东省广州市越秀区白云街道二沙岛西端，为广州市的一个市、县级文物保护单位，类型为近现代重要史迹及代表性建筑，公布时间为2002年7月。頤養園建於1920年代，佔地面積約2萬平方米，被稱為廣東首間「旅館醫院」，在今广东省二沙体育训练中心內，舊址現存10餘棟別墅洋樓。
廣州著名藥商梁培基與當時的名醫吉帆、彌翮雲、池耀庭、梁煥真、唐太平、陳淑芬、劉子威以及律師陳大年、南洋煙草大股東簡玉階、金石書畫家簡琴石、廣東省警察廳廳長魏邦平及蘇心愉等知名人士集資40萬元（梁培基出資一半）興建留醫醫院。醫院設計仿北京頤和園，取頤養天年之意，名「珠江頤養園留醫院」。
頤養園曾經為諸多國民政府上層人士的「政治避風港」，還曾經是中共地下黨員的秘密聯絡點。頤養園由園林、別墅和醫院三者組成，園內周圍遍種各種花草樹木，環境幽雅。
中共建政後頤養園被充公，改為銀行培訓班，後又改為銀行療養院。1956年改為「廣東省體委體工隊」，後改名為「廣東省體育運動技術學院」。
時書畫界人士常聚集在天風樓吟詩、寫字、作畫，並組成名為「清遊會」的文化組織，成員有嶺南畫派畫家陳樹人、高劍父、高奇峰等，留下不少墨跡，陳樹人題寫的「珠江第一島」橫額曾掛在頤養園正門門樓的中央。
文化大革命期間，「珠江第一島」橫額被毀，1983年由商承祚重新書寫。高奇峰所題「崇蘭舍」（16號）三字，今天仍在體育學院16號樓大門左側。原來園中有一方池塘，已不存，尚存的池壁上鑲鄧爾雅書寫的節錄古名醫李士材語：「對竹木魚禽，悠然自得者，卻病法也。」